# 沙希島
沙希島，字面意思是皇家島，是伊朗東阿塞拜疆省爾米亞湖中最大的島嶼。
沙希島佔地23,000公頃，也是唯一有居民的島，有七個村莊：薩萊，Aq Gonbad，Gamichi，Burachalu，Ghebchagh，Teymurlu和巴赫拉姆巴德。這些村莊位於島上。 但是，湖的水位一直在下降，“島嶼”現在東部連接到大陸，形成了一個半島。
在1265年，伊兒汗國可汗旭烈兀去世，安葬於該島的的一座山（或城堡）中，據稱還有全部財產和他陪葬。但他的墳墓尚未被發現。
在1979年伊朗伊斯蘭革命後，沙希島改名為伊斯拉米島。